# 詹姆斯·洛德·皮爾龐特
詹姆斯·洛德·皮爾龐特（英語：James Lord Pierpont，1822年4月25日—1893年8月3日）是一位美國的作曲家和音樂家，以創作著名的聖誕歌曲《Jingle Bells》而聞名。這首歌最初於1857年在感恩節時以《One Horse Open Sleigh》的名義發表，後來在1860年代改名為《Jingle Bells》。這首歌的旋律輕快，歌詞描繪了冬季滑雪的樂趣，迅速成為聖誕節和冬季的經典歌曲。
皮爾龐特出生於美國麻薩諸塞州的波士頓，後來他在哈佛大學學習，並於1847年畢業。除了音樂創作，他還是一位神職人員，曾在多個教會擔任牧師。他的音樂生涯中，除了《Jingle Bells》，還創作了其他一些歌曲和音樂作品，但沒有達到同樣的知名度。
皮爾龐特的音樂風格受到當時流行的民間音樂和宗教音樂的影響，他的作品常常反映出對家庭和節日的熱愛。儘管他在生前並未獲得廣泛的認可，但隨著《Jingle Bells》的流行，他的名字和作品在美國音樂史上留下了深刻的印記。
詹姆斯·洛德·皮爾龐特於1893年去世，至今仍被人們懷念，特別是在每年的聖誕季節，他的音樂作品依然在全球各地廣泛傳唱。